# Associação Comercial de Braga

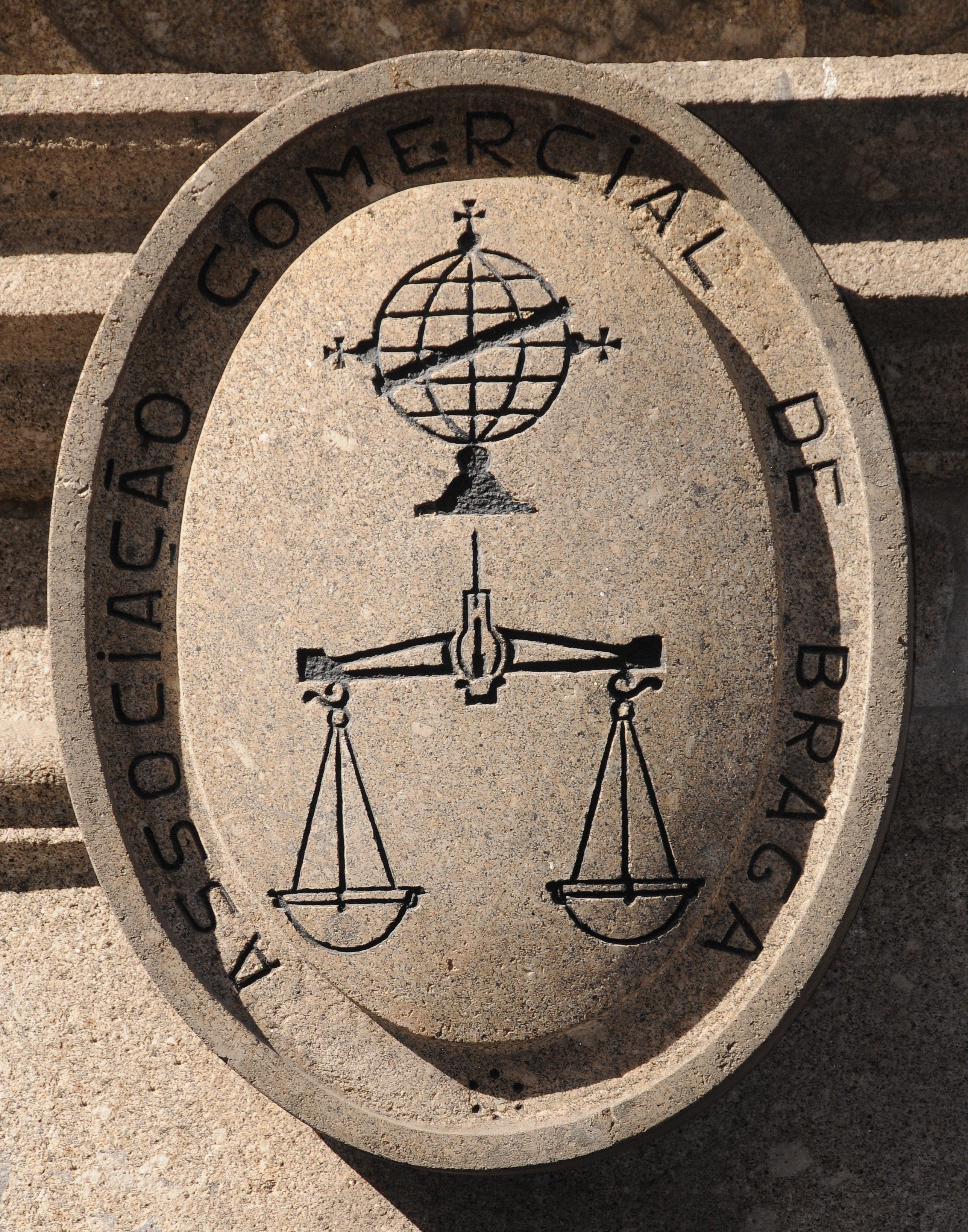

A Associação Comercial de Braga (ACB) é uma Associação comercial, com sede em Braga. 

## História
Foi fundada em 26 de maio de 1863 e em 3 de junho do mesmo ano, 47 bracarenses se tornaram seus primeiros sócios-fundadores. Um dos motivos para sua criação foi a intenção de impulsionar a economia do concelho com a criação do Banco do Minho, que continuou em atividades até os anos 1930. Em 1905, um grande incêndio queimou suas instalações. Recuperar-se-ia e no início do século XX, sob comando de Sidónio Pais, adquiriria relevância nacional que manteve até seu declínio nos anos 1930 com as mudanças políticas do período. Em 5 de junho de 1940, mudou seu nome para Grémio do Comércio de Braga e o manteve até a Revolução dos Cravos de 28 de julho de 1975, quando o mudaria novamente, agora para Associação Comercial de Braga. 
Desde 10 de março de 1995, sob aprovação da assembleia-geral, passou a se chamar Associação Comercial de Braga - Comércio, Turismo e Serviços.